# Bermersheim vor der Höhe
Bermersheim vor der Höhe ist eine Ortsgemeinde im Landkreis Alzey-Worms in Rheinland-Pfalz. Sie gehört der Verbandsgemeinde Alzey-Land an, die ihren Verwaltungssitz in der Stadt Alzey hat.

## Geographische Lage
Als Weinbaugemeinde liegt Bermersheim vor der Höhe im größten Weinbau treibenden Landkreis Deutschlands und mitten im Weinanbaugebiet Rheinhessen.

## Geschichte
Im Jahr 768 wurde der Ortsname anlässlich eines Güterverkaufs an das Kloster Lorsch erstmals urkundlich erwähnt.
Den Namenszusatz „vor der Höhe“ trägt die Gemeinde seit dem 1. April 1971.

## Politik

### Gemeinderat
Der Gemeinderat in Bermersheim vor der Höhe besteht aus acht Ratsmitgliedern, die bei der Kommunalwahl am 9. Juni 2024 in einer Mehrheitswahl gewählt wurden, und der ehrenamtlichen Ortsbürgermeisterin als Vorsitzender. Bis zur Wahl 2019 wurden die Ratsmitglieder in einer personalisierten Verhältniswahl gewählt, da mehrere Wahlvorschläge eingereicht wurden.
Die Sitzverteilung im Gemeinderat:
| Wahl | SPD               | WGF               | WGP               | WGW               | Gesamt  |
| ---- | ----------------- | ----------------- | ----------------- | ----------------- | ------- |
| 2024 | per Mehrheitswahl | per Mehrheitswahl | per Mehrheitswahl | per Mehrheitswahl | 8 Sitze |
| 2019 | 1                 | 5                 | 2                 | –                 | 8 Sitze |
| 2014 | 2                 | 3                 | 3                 | –                 | 8 Sitze |
| 2009 | 2                 | 1                 | –                 | 5                 | 8 Sitze |

- WGF = Wählergruppe Fillinger
- WGP = Wählergruppe Pfannebecker
- WGW = Wählergruppe Wagner

### Ortsbürgermeister
- 1954–1969 Jakob Heilmann
- 1969–1974 Walter Hauck
- 1974–1989 Konrad Messenkopf
- 1989–2004 Volker Herberg
- 2004–2014 Werner Wagner
- 2014–0000 Ute Fillinger

Bei der Direktwahl am 26. Mai 2019 wurde Ute Fillinger (WGP) mit einem Stimmenanteil von 64,29 % in ihrem Amt bestätigt. Bei der Direktwahl am 9. Juni 2024 erhielt sie als einzige Kandidatin 65,8 % der Stimmen und konnte ihr Amt damit erneut verteidigen.

### Wappen
| Wappen von Bermersheim vor der Höhe | Blasonierung: „In Blau der silberne Buchstabe B, schrägrechts belegt mit einem goldenen Krummstab mit goldener Schärpe.“ |
| Wappen von Bermersheim vor der Höhe | |

## Kultur und Sehenswürdigkeiten
Bauwerke
- In Bermersheim vor der Höhe befindet sich die Taufkirche der Heiligen Hildegard von Bingen.[8]

Naturdenkmale

## Wirtschaft und Infrastruktur
- Weinbau

## Söhne und Töchter der Gemeinde
- Hildegard von Bingen (1098–1179), Benediktinerin und bedeutende Universalgelehrte ihrer Zeit (genauer Geburtsort ist umstritten; Bermersheim ist Ort der Taufkirche)

## Ehrenbürger
Am 11. September 2015 wurde Karl Kardinal Lehmann zum Ehrenbürger der Gemeinde Bermersheim ernannt.